# Bud Fisher
Bud Fisher, pseudonimo di Harry Conway Fisher (3 aprile 1885 – 7 settembre 1954), è stato un fumettista statunitense.

## Biografia
Bud Fisher nacque il 3 aprile del 1885 (alcune fonti indicano come data di nascita il 1884). Abbandonò gli studi all'Università di Chicago al terzo anno per lavorare come illustratore presso il San Francisco Chronicle dove il 15 novembre 1907 iniziò la pubblicazione della sua principale creazione, la striscia A. Mutt, poi diventata Mutt and Jeff, che gli diede enorme fama. Fisher introdusse importanti innovazioni grazie a Mutt and Jeff, la prima delle quali fu la titolarità del copyright. Grazie ad essa riuscì ad usufruire pienamente dei diritti giuridici ed economici derivanti dalla pubblicazione così come dall'uso del marchio, diventando il primo autore di fumetti a guadagnare moltissimo dalla sua creazione. Altra importante novità furono le caratteristiche scelte per i protagonisti, due americani maschi della classe media, differenti dai personaggi che apparivano sulle pagine domenicali, le cui storie erano di norma rivolte ad un pubblico di bambini. Questa trasformazione cambiò radicalmente le tematiche dei fumetti, ormai sempre meno ancorate a personaggi astratti e sempre più calati in ambientazioni e situazioni reali. In tal senso giocò un ruolo chiave l'affermazione della striscia a fumetti feriale in bianco e nero che, affiancandosi alla pagine domenicali a colori, consentì una maggiore diffusione del fumetto fra i lettori di quotidiani.
Bud Fischer morì all'età di 69 anni nel 1954 e riposa nel cimitero di Woodlawn nel Bronx .

### Vita privata
Bud Fischer grazie ai suoi guadagni riuscì ad acquistare una scuderia di cavalli da corsa,passione che aveva in comune con i suoi Mutt and Jeff.

## Filmografia

### Sceneggiatore
- The Rum Runners (1920)

### Regista
- Mutt and Jeff
- The Rum Runners (1920)
- The Stampede (1921)
- The Hypnotist (1921)
- The Crystal Gazer (1922)
- Long Live the King (1922)
- Slick Sleuth